# Giórgos Dimitrakópoulos
Giórgos Dimitrakópoulos (en grec moderne : Γιώργος Δημητρακόπουλος), né le 18 septembre 1952 à Athènes, est un homme politique grec, membre de Nouvelle Démocratie. Il fut député au Parlement européen dans le Groupe du Parti populaire européen et des démocrates européens (PPE-DE).